# Ivica Banović
Ivica Banović (Zagabria, 2 agosto 1980) è un ex calciatore croato, di ruolo centrocampista.

## Carriera

### Club
Banović ha iniziato la sua carriera professionistica con il NK Zagabria, dove ha giocato dal 1997 al 2000 collezionando 62 presenze e 9 reti. Nel 2000 si è trasferito in Germania, firmando per il Werder Brema, con cui ha disputato 52 partite di Bundesliga, segnando 2 gol in quattro stagioni.
Nel 2004 è passato al Norimberga, contribuendo con 10 reti in 70 presenze. Dal 2007 al 2011 ha vestito la maglia del Friburgo, totalizzando 82 presenze e 7 gol, e nel 2011 è stato ceduto in prestito al Duisburg, dove ha giocato 16 gare.
Tra il 2011 e il 2014 ha militato nell’Energie Cottbus, con 89 presenze e 10 reti, seguito da un biennio all’Hallescher FC, dove ha segnato 5 gol in 48 partite. Dal 2016 al 2019 ha giocato con la seconda squadra del Friburgo, disputando 66 gare. Ha chiuso la carriera nel 2020 con la maglia del SV Romonta Amsdorf, con cui ha disputato 2 partite segnando una rete.

### Nazionale
Banović ha rappresentato la Croazia a livello giovanile in diverse categorie: Under-17 (2 presenze nel 1996), Under-19 (7 presenze e 2 gol tra il 1998 e il 1999), Under-20 (8 presenze e 1 gol nel 1999) e Under-21 (8 presenze tra il 2000 e il 2001).
Ha esordito con la nazionale maggiore nel 2004, collezionando un totale di 2 presenze senza reti.

## Statistiche

### Cronologia presenze e reti in nazionale
| Cronologia completa delle presenze e delle reti in nazionale ― Croazia | Cronologia completa delle presenze e delle reti in nazionale ― Croazia | Cronologia completa delle presenze e delle reti in nazionale ― Croazia | Cronologia completa delle presenze e delle reti in nazionale ― Croazia | Cronologia completa delle presenze e delle reti in nazionale ― Croazia | Cronologia completa delle presenze e delle reti in nazionale ― Croazia | Cronologia completa delle presenze e delle reti in nazionale ― Croazia | Cronologia completa delle presenze e delle reti in nazionale ― Croazia |
| Data                                                                   | Città                                                                  | In casa                                                                | Risultato                                                              | Ospiti                                                                 | Competizione                                                           | Reti                                                                   | Note                                                                   |
| ---------------------------------------------------------------------- | ---------------------------------------------------------------------- | ---------------------------------------------------------------------- | ---------------------------------------------------------------------- | ---------------------------------------------------------------------- | ---------------------------------------------------------------------- | ---------------------------------------------------------------------- | ---------------------------------------------------------------------- |
| 18-8-2004                                                              | Varaždin                                                               | Croazia                                                                | 1 – 0                                                                  | Israele                                                                | Amichevole                                                             | -                                                                      | 62’                                                                    |
| 9-10-2004                                                              | Zagabria                                                               | Croazia                                                                | 2 – 2                                                                  | Bulgaria                                                               | Qual. Mondiali 2006                                                    | -                                                                      | 82’                                                                    |
| Totale                                                                 |                                                                        | Presenze                                                               | 2                                                                      |                                                                        | Reti                                                                   | 0                                                                      |                                                                        |

## Palmarès

### Club

#### Competizioni nazionali
- Campionato tedesco: 1

Werder Brema: 2003-2004
- Coppa di Germania: 2

Werder Brema: 2003-2004
Norimberga: 2006-2007
- Campionato tedesco di seconda divisione: 1

Friburgo: 2008-2009